# Ulrich von Türheim
Ulrich von Türheim (Augusta, 1195 circa – 1250 circa) è stato uno scrittore tedesco.
Fu autore di diversi poemi, tra cui: il Clies, ispirato al Cligès di Chrétien de Troyes, di cui rimane un frammento di 60 versi; il Rennewart, che riprende il Willehalm di Wolfram von Eschenbach e della continuazione del Tristan di Gottfried von Straßburg, a partire dalle nozze di Tristano con Isotta.
Scrittore di discrete capacità, stravolse lo spirito originario del Tristan, inserendo un giudizio di condanna verso l'amore adulterino di Tristano e Isotta e presentando la loro morte come una giusta punizione.